# Rai Radio 2
Rai Radio 2 è la seconda emittente radiofonica pubblica italiana edita dalla Rai, la prima del servizio pubblico ad essere trasmessa dal 2020 in radiovisione, una forma di trasmissione che combina elementi tipici della radio con immagini visive come video o grafica.  Il canale è attualmente diretto da Giovanni Alibrandi. Nel 2021 è risultata ottava in classifica tra le radio nazionali più seguite.
È membro dell'Eurosonic, un network di radio pubbliche europee specializzate nelle trasmissioni musicali.

## Storia

### Gli inizi
La radio italiana nasce ufficialmente il 6 ottobre 1924, alle ore 21, con l'annuncio di Maria Luisa Boncompagni della prima trasmissione, in onde lunghe, dell'Unione Radiofonica Italiana (URI). Inizialmente, i programmi sono limitati a musica classica, bollettini meteorologici e notizie di borsa. L'URI, nata da un accordo tra le maggiori compagnie del settore, aveva il monopolio delle trasmissioni radiofoniche in Italia. Ben presto, la radio divenne uno strumento di propaganda del regime fascista. L'Agenzia Stefani, fedele a Mussolini, forniva le notizie che venivano trasmesse, garantendo un controllo stretto sull'informazione. Con la trasformazione dell'URI in Ente Italiano per le Audizioni Radiofoniche (EIAR) nel 1928, la radio si affermò come un potente mezzo di comunicazione di massa a disposizione del regime. Nonostante il controllo politico, la radio si diffuse rapidamente in tutto il Paese. Vennero aperte nuove stazioni a Milano, Napoli e Torino, e si iniziò a sperimentare nuove forme di trasmissione, come i collegamenti da treni e aerei. L'EIAR cercò di coniugare informazione, divertimento e propaganda politica, conquistando un pubblico sempre più vasto. Nel 1933, il regime promosse la diffusione della radio nelle zone rurali con la Radiorurale, un ricevitore a basso costo destinato a scuole e istituti governativi. Questo progetto permise a milioni di italiani di entrare in contatto con la lingua italiana standard e con i contenuti radiofonici.

#### L'uccellino della radio
L'uccellino della radio era un dispositivo meccanico a soffietto, utilizzato fin dagli esordi per riempire i tempi vuoti durante le trasmissioni radiofoniche. Questo strumento prendeva il nome dal suono che emetteva, una sequenza di quattro note che ricordava il cinguettio di un uccellino. Il suo vero nome era "segnale di intervallo". Veniva utilizzato per dare il tempo necessario ai tecnici per eseguire le operazioni di inversione, cioè il collegamento a una nuova sorgente di trasmissione. Il meccanismo era contenuto in una cassetta posta sul tavolo degli annunciatori. Dopo aver annunciato la fine della trasmissione, l'annunciatore attivava l'apparecchio, e il suono veniva captato dal microfono e trasmesso. All'epoca, le operazioni di cambio sede erano manuali e complesse, e un errore poteva provocare fischi fastidiosi, con conseguenti multe per il tecnico. Dopo alcuni errori significativi, si propose di registrare il suono su disco. Con l'introduzione dei supporti magnetici, il compito di far "cinguettare" l'uccellino passò dai tecnici agli annunciatori, ma quel fascino non era più lo stesso. Il meccanismo originale è ancora conservato al Museo della RAI di Firenze.

### Il periodo bellico
La guerra d'Etiopia del 1935 segna una svolta nell'utilizzo della radio in Italia: le cronache di guerra diventano un nuovo genere radiofonico, trasmettendo la propaganda del regime in tempo reale; allo stesso tempo, la radio copre eventi sportivi come i Mondiali di calcio, consolidando il suo ruolo di mezzo di comunicazione di massa: nasce la cosiddetta diretta. Con l'espansione coloniale, la radio italiana raggiunge l'Estremo Oriente e le Americhe, diffondendo la propaganda fascista a livello internazionale. Nonostante l'uso politico, la radio si afferma anche come mezzo di intrattenimento familiare. La programmazione viene studiata per coinvolgere un pubblico sempre più ampio, e il numero di abbonati cresce rapidamente. La diffusione di apparecchi radio economici, come il Radiomarelli Balilla, contribuisce a rendere la radio accessibile a tutti.
Con l'entrata dell'Italia nella seconda guerra mondiale, il 23 giugno 1940, la radio diventa uno strumento di propaganda ancora più potente, tutti i programmi sono dedicati a sostenere lo sforzo bellico e a diffondere i messaggi del regime. Tuttavia, la crescente difficoltà della guerra e la diffusione di notizie contrastanti minano la credibilità della propaganda fascista. L'ascolto clandestino delle emittenti alleate diventa sempre più diffuso, mettendo in discussione l'egemonia della radio italiana. La diffusione di voci alternative contribuisce a indebolire il consenso al regime e a favorire la caduta del fascismo.
Tra il 1933 e il 1934 si delineano per la prima volta due reti radiofoniche nazionali. Il 17 dicembre 1933 le stazioni di Milano II e Torino II iniziano a trasmettere i programmi delle stazioni Meridionali (Roma, Napoli e Bari, fra loro collegate via cavo), mentre il 18 marzo 1934 la stazione di Roma II inizia a trasmettere i programmi delle stazioni settentrionali (Torino, Milano e Genova, anch'essi fra loro collegate via cavo): si iniziano a formare due canali radiofonici.
Le trasmissioni radiofoniche vengono unificate per tutte le stazioni, ma il 14 giugno 1942 riprende la programmazione separata in due canali nell'orario serale: si chiamano Programma A e Programma B.

### La RAI e l'avvento della TV
Nel 1945 il sistema radiofonico italiano viene riunificato sotto la Radio Audizioni Italia (RAI), una società a capitale privato controllata dalla Società Idroelettrica Piemonte (SIP), che organizza i trasmettitori superstiti in due reti:
- Rete Rossa, che comprende le stazioni dell'Italia centromeridionale, già gestite dal PWB e dal governo
- Rete Azzurra, che comprende le stazioni dell'Italia settentrionale, prima gestite dal CLN

La Rete Azzurra, con sede a Roma e uffici a Firenze, comprendeva le stazioni di Roma I, Napoli I, Bari I, Firenze, Palermo, Catania, San Remo, nonché Torino II, Milano II e Genova II.
Dalla conclusione della Seconda Guerra Mondiale all'introduzione della televisione, la radio in Italia ha subito una profonda trasformazione. Nel 1949 la RAI riuscì a ricostruire completamente in appena quattro anni i trasmettitori danneggiati durante il conflitto. Nel 1951, la dirigenza decise di ristrutturare la programmazione, un processo preceduto nel 1950 dall'istituzione della rete culturale: il Terzo Programma, veniva trasmesso tramite la nuova rete a modulazione di frequenza. Nel dicembre 1951, furono istituiti i tre Programmi Nazionali. Nel 1954 iniziarono le trasmissioni televisive e Radio Audizioni Italia fu ribattezzata RAI - Radiotelevisione Italiana. Sebbene la radio venisse messa in ombra dal nuovo mezzo televisivo, non scomparve ma si trasformò e si adattò occupando nuove fasce orarie: mentre la TV divenne l'inevitabile appuntamento della prima serata, la radio ampliò la sua offerta per rimanere "accesa" 24 ore su 24, sviluppando una programmazione notturna. I nuovi programmi radiofonici miravano a catturare sempre più l'attenzione del pubblico giovanile e delle casalinghe, di conseguenza il palinsesto si adeguò alla concorrenza dei programmi televisivi, evidenziando le differenze tra i due mezzi. Quegli anni furono caratterizzati dal boom economico, dall'automobile che non era più un privilegio di pochi e dalla diffusione dell'autoradio. La radio divenne simbolo di libertà, la colonna sonora del desiderio di movimento. Per la radiofonia italiana fu come una seconda giovinezza.

### Secondo Programma e Radiodue
Nel 1951, la programmazione radiofonica viene riorganizzata attorno a tre canali: il Programma Nazionale, il Secondo Programma dedicato all’intrattenimento leggero e il Terzo Programma di impostazione culturale. Dal 30 giugno 1968, il Secondo Programma inizia a trasmettere fino alla mezzanotte. Con la riforma del 1975, il Secondo Programma assume il nome di Radiodue.

### RaiStereoDue e RadioVerdeRai
Dal 1982, RaiStereoDue occupa la modulazione di frequenza (FM) nel pomeriggio, trasmettendo musica e notizie, mentre RaiStereoNotte va in onda dalle 24:00 alle 6:00. La rete in FM diventa una delle più ascoltate del decennio. Nel 1991, RaiStereoDue cambia nome in RadioVerdeRai, trasmettendo musica e aggiornamenti sul traffico. Dal 1994, i tre canali radiofonici vengono unificati su onde medie (AM) e FM, differenziandosi per temi: Radio 2 si specializza nell’intrattenimento e nella musica contemporanea, Radio 1 nell’informazione e Radio 3 nella cultura.

### Versione visual
Dal 28 settembre 2020, Radio 2 debutta in versione visual, trasmettendo video in diretta per 18 ore al giorno su RaiPlay, e dal 2022, anche sul canale 202 del digitale terrestre e Tivùsat.

## Palinsesto

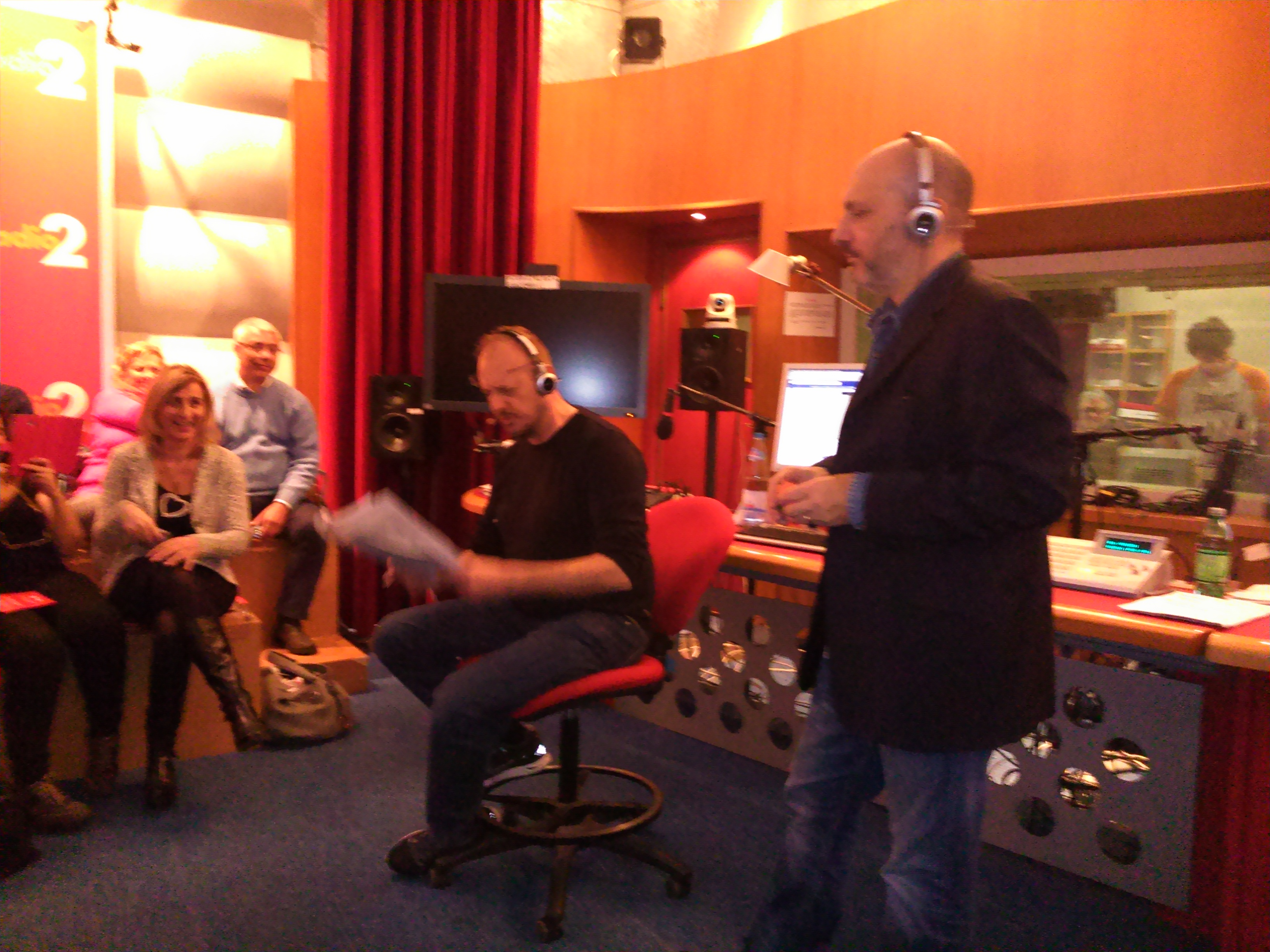
Lo studio U3 di via Asiago (fino al 2018) durante Il ruggito del coniglio

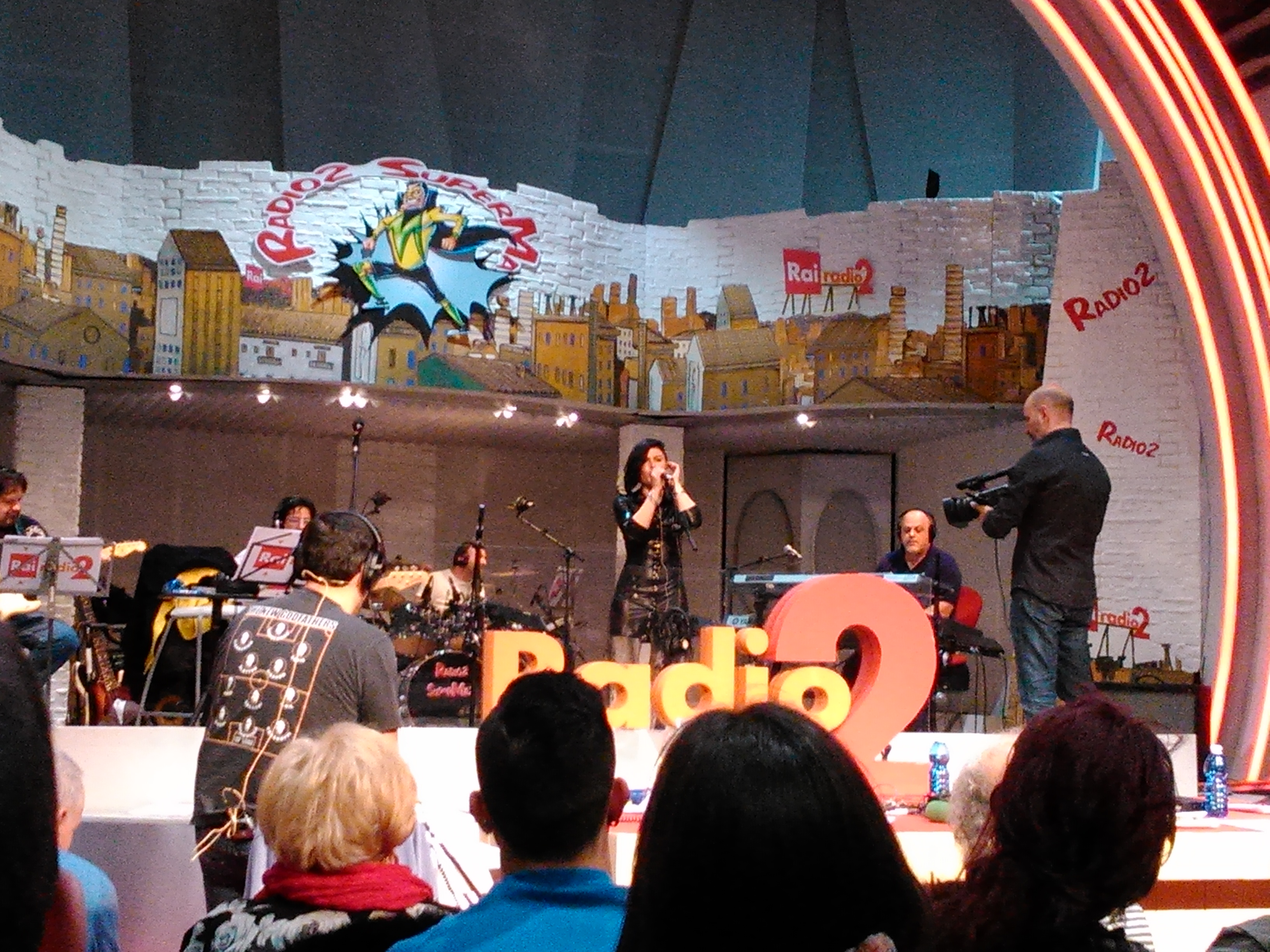
La sala B di via Asiago durante Radio 2 SuperMax

Rispetto a Radio 1 e Radio 3, Radio 2 dà più spazio a trasmissioni d'intrattenimento per un pubblico relativamente giovane. Tra gli appuntamenti più importanti ci sono Il ruggito del coniglio, 610, Caterpillar, Decanter. Le trasmissioni sono realizzate dalla struttura Radio Rai.
La playlist è formata prevalentemente da musica rock e adult contemporary. Alcune rubriche sono dedicate al soul, alla musica elettronica e all'hip-hop.

### Programmi

#### Attualmente in onda
- 610, con Lillo & Greg e Carolina Di Domenico (fino al 2019 Alex Braga). Nei periodi natalizi va in onda 610 - Il Meglio di...
- Back2Back, programma serale di informazione e intrattenimento con un punto di vista originale sul mondo della musica e delle tendenze di moda e costume (iniziato nel 2016), con Ema Stokholma, Gino Castaldo; nel 2024 si è aggiunta al team Giorgia Cardinaletti, che ha debuttato il 16 settembre in occasione del nuovo palinsesto[17]
- Black Out, con Federica Cifola, Edoardo Ferrario, Corrado Nuzzo e Maria Di Biase (e, fino al 2020, Enrico Vaime)
- Caterpillar, con Massimo Cirri e Sara Zambotti
- Campioni del Mondo, con Marco Lollobrigida, Ciccio Graziani e Domenico Marocchino
- Decanter, con Federico Quaranta, Tinto e la partecipazione di Andrea Amadei
- Grazie dei Fiori Sex Edition, con Pino Strabioli
- Il ruggito del coniglio, con Marco Presta e Antonello Dose, con la partecipazione di Max Paiella, Attilio Di Giovanni, Giancarlo Ratti e Paola Minaccioni. Nei periodi natalizi e in pasquetta, va in onda Il Ruggito del Coniglio - Il Meglio di...
- I Lunatici, con Andrea Di Ciancio e Roberto Arduini
- La sveglia di Radio2, con Noemi Serracini e Gianfranco Valenti (fino al 2023 Fabrizio D'Alessio)
- La Versione di Andrea, con Andrea Delogu
- Le Lunatiche, con Federica Elmi e Jodie Alivernini (fino al 2021 Barbara Venditti)
- Musical Box, con Raffaele Costantino
- Non è un Paese per Giovani, con Massimo Cervelli e Tommaso Labate (fino al 2019 Giovanni Veronesi)
- 5 in condotta, con Serena Bortone
- Numeri Uni, con Barty Colucci (fino al 2021 Mauro Casciari), Corrado Nuzzo e Maria Di Biase
- Ovunque6, con Natascha Lusenti e Matteo Osso (fino al 2020 Federico Bernocchi)
- Prendila Così, con Diletta Parlangeli e Saverio Raimondo (fino al 2022 Francesco De Carlo)[18]
- Radio2 in un'ora, con Francesca Parisella
- Radio 2 Social Club, con Luca Barbarossa e Ema Stokholma (fino al 2024 Andrea Perroni)
- Rock and Roll Circus, con Carolina Di Domenico e Pier Ferrantini
- Moby Dick, con Silvia Boschero
- Soggetti Smarriti, con Marco Marzocca e Francesco Maria Vercillo
- Sogni di Gloria, Con Giulia Nannini e Federico Vespa
- Il Gelo è sempre più blu, con Carlo Amleto e Giulia Vecchio
- Tutti Nudi, con Pippo Lorusso, Antonio Mezzancella e Elena Di Cioccio (fino al 2023 Dj Osso)
- Touchè, con Paola Perego, Nicoletta Simeone e Adriano Panatta

#### Precedentemente in onda
- 28 minuti, con Barbara Palombelli
- 2Night, con Corrado Santini
- 610logy
- Alcatraz - I pensieri di Jack Folla, di Diego Cugia
- Alle 8 della sera
- A Tutta Radio2, con La Mario
- Al Posto del Cuore, con Paola Perego e Laura Campiglio
- Alza la Radio, con Andrea Delogu e Nek
- Amnèsia, con Matteo Caccia
- Amori Estivi, con Germano Lanzoni, Giovanna Donini e Cinzia Marseglia
- Aria condizionata, con Federico Bianco e Matteo Caccia
- Astrologica, con Marco Pesatori e Petra Loreggian
- Babylon, con Carlo Pastore
- B come Sabato, con Mauro Casciari e Angela Rafanelli
- Bella Davvero, con Costantino D'Orazio
- Brave ragazze, con Federica Gentile e Michela Andreozzi
- Canicola, con Federico Bernocchi
- Cantautoradio, con Morgan
- Caterpillar AM, con Filippo Solibello, Claudia de Lillo e Marco Ardemagni
- CaterAgosto, con Costantino D'Orazio e Catia Donini (sostituita nel 2019 da Diletta Parlangeli)
- Catersport, con Marco Ardemagni, Sergio Ferrentino e Giorgio Lauro
- Cater XL (periodi natalizi e estivi), con Davide d'Addato, Luca Restivo e Federico Vozzi
- CaterNatale, con Diletta Parlangeli, Francesco De Carlo e Saverio Raimondo
- CaterEstate, con Diletta Parlangeli (poi da Sara Zambotti) e Saverio Raimondo
- Cattivissim*, con Caterina Balivo e Saverio Raimondo
- Che Spettacolo, con Gianfranco Valenti e Silvia Salemi
- Ci manda Sanremo, con Leonardo Metalli e Michele Mirabella
- Circo Massimo, con Massimo De Luca, Massimo Cervelli e Andrea Perroni
- Commessi Viaggiatori, con Luisa Mann e Mario Acampa
- Condor, con Luca Sofri e Matteo Bordone
- Debito formativo, con Gianfranco Monti e Alberto Lorenzini
- Dispenser, con Federico Bernocchi e Costantino della Gherardesca
- Effetto notte, con Massimo Cervelli e Lorenzo Scoles
- Ettore, con Michele Dalai
- Fabio e Fiamma, con Fabio Visca e Fiamma Satta
- FantasticaMente, con Luigi De Maio e Cinzia Tani
- Gli strafalcioni, con Gianfranco Monti e Alberto Lorenzini
- Girl Solving, con Camihawke e AliceLikeAudrey
- Hit Parade (2001), con Gianni Manuel
- Hit Parade Eurosonic, con Lele Sacchi
- Hit Story, con Tiberio Timperi e Dario Salvatori
- I Cittadini, con Elio, Faso e Cesareo
- I Love Radio2, con Mauro Casciari e Angela Rafanelli
- I Lunatici del Weekend, con Andrea Santonastaso e Roberta Paris
- Io, Chiara e l'Oscuro, con Chiara Gamberale
- I Provinciali, con Pif e Michele Astori
- I Rimandati, con Davide D'Addato, Luca Restivo e Federico Vozzi
- I Sociopatici, con Andrea Delogu, Gianfranco Monti e Claudio De Tommasi
- Italia nel Pallone, con Malcom Pagani e Giulio Somazzi
- Italiani in Continenti, con Marco Marzocca, Stefano Sarcinelli e Francesco Maria Vercillo
- KGG, con Katamashi e Gianluca Gazzoli
- L'aria che tira
- L'Invasione degli Autogol, Con Michele Negroni, Alessandro Iraci e Alessandro "Rollo" Trolli
- Latitudine Black, con Luca Sapio
- Le interviste impossibili
- La versione delle due, con Andrea Delogu e Silvia Boschero
- Leggerissima Sera, con Melissa Greta Marchetto
- Let's Dance, con Massimo Cervelli
- L'Oroscopo di Marco Pesatori, con Marco Pesatori
- Meno male che c'è Radio2, con Nino Frassica e Simone Cristicchi
- Mille e una canzone, con vari conduttori tra cui Donatella Moretti
- Miracolo Italiano, con Fabio Canino e LaLaura
- Mu, con Matteo Bordone
- Natale a Casa Radio2, Con Elena Di Cioccio e Max Angioni
- Nessuno è perfetto, con Andrea Santonastaso e Cecilia Dazzi
- Numeri Due, con Elena Di Cioccio (fino al 2022 Paolo Ruffini)
- Ottovolante, con Dario Ballantini e Savino Zaba
- Ovunque6 Estate, con Gabriella Greison e Linda Ovena
- Pandora, con Silvia Boschero
- Pascal, con Matteo Caccia
- Popcorner, con Francesco Adinolfi
- Quelli che... a Natale, con Tamara Donà
- Quelli che... a Radio2, con Tamara Donà e Andrea Santonastaso
- Radio2 a ruota libera, con Francesca Fialdini e Valerio Scarponi
- Radio2 come voi (palinsesto estivo), con Angela Rafanelli e Tiberio Timperi (estate); Camila Raznovich, Nicoletta Simeone e Antonello Piroso (inverno)
- Radio 2 Days, con Michele Cucuzza e Chiara Giallonardo
- Radio2 di Tutto un Pop, con Paola Gallo
- Radio2 di Tutto un Pop Weekend, con Roberta Paris
- Radio2 In The Mix, con Lele Sacchi
- Radio2 l'Anno che Verrà, con Costantino D'Orazio e Catia Donini
- Radio2 Musica
- Radio2 Special Christmas, con Carolina Di Domenico, Riccardo Pandolfi e Massimo Cervelli
- Radio2 Summer Club, con Mauro Casciari, Corrado Nuzzo e Maria Di Biase
- Radio2 Sunset, con Angela Rafanelli e Nicolò De Devitiis
- Radio 2 SuperMax, con Max Giusti, Francesca Zanni, Laura Barriales e Gioia Marzocchi
- Il Meglio di... Viva Rai2!, con Fiorello e Fabrizio Biggio
- Viva Rai2!...e un pò anche Radio2, con Fiorello e Fabrizio Biggio
- Radio 2 Happy Family, com Ema Stokholma e I Gemelli di Guidonia
- Rai Tunes, con Alessio Bertallot
- Records, con Lele Sacchi
- Refresh, con Lorenzo Scoles
- Safar, con Costantino della Gherardesca
- Senti che Storia, con Sabrina Nobile e Paolo Calabresi
- Sere d'Estate, con Angela Rafanelli (2017); Andrea Santonastaso e Tamara Donà (2018); Andrea Santonastaso (2019); Federico Vespa e Federica Elmi (2023); Noemi Serracini e Fabrizio D'Alessio (2022 e 2023)
- Siesta, con Matteo Osso e Chiara Papanicolaou
- Sumo, con Giovanna Zucconi
- Tellus, con Mario Tozzi e Federica Cifola
- Tiffany, con Luca Bianchini e Maria Vittoria Scartozzi
- Tre per 2, con I Gemelli di Guidonia
- Twilight, con John Vignola
- TwitAndShout, con Alex Braga
- Un'Estate Italiana
- Un giorno da pecora, con Claudio Sabelli Fioretti (fino al 2015) e Giorgio Lauro
- Urban Suite, con Irene Lamedica
- Viva Radio 2, con Fiorello e Marco Baldini, con la partecipazione di Enrico Cremonesi
- Viva RaiPlay! alla Radio, con Fiorello
- WeekendRevolution, con Riccardo Pandolfi
- Week Up, con Niccolò Agliardi e Paola Gallo

### Notiziari e rubriche
|                                         | Orario                                                     | Orario                                                     |
| Lunedì - Venerdì                        | Sabato e domenica                                          |                                                            |
| --------------------------------------- | ---------------------------------------------------------- | ---------------------------------------------------------- |
| GR2                                     | 6:30 - 7:30 - 8:30 - 10:30 - 12:30 - 13:30 - 15:30 - 19:30 | 6:30 - 7:30 - 8:30 - 10:30 - 12:30 - 13:30 - 15:30 - 19:30 |
| GR2                                     | 22:30                                                      |                                                            |
| Pagina sportiva del GR2 (già GR2 Sport) | 7:42 - 13:40 - 19:40                                       |                                                            |
| Meteo Radio                             | 6:35 - 14:30 - 17:35 - 20:30                               | 6:35 - 14:30 - 17:35 - 20:30                               |
| Ondaverde                               | 6:53 - 15:00                                               | 6:53 - 15:00                                               |
| Ondaverde                               | 8:40 - 17:00 - 20:30                                       | 9:58 - 12:58 - 18:28 - 20:58                               |

## Jingle
I jingle di Radio 2, utilizzati dal 2010 al 17 luglio 2016, sono stati realizzati dai Subsonica.
Dal 28 settembre 2020, in contemporanea con l'esordio della versione visual, viene rinnovata l'identità sonora della radio e i jingle sono realizzati da Calcutta. Dopo cinque anni, il cantautore di Latina torna a collaborare creando nuovi jingle, liner e sottofondi per l’emittente: oltre ai suoni già presenti, dal 24 marzo 2025 sono infatti trasmessi nuovi brani che arricchiscono l’esperienza d’ascolto con il suo stile unico.

## Ascolti
Di seguito sono indicati gli ascolti della radio a partire dal 1997:
- 1997 6.249.000 (2)
- 1998 6.086.000 (2)
- 1999 5.684.000 (2)
- 2000 non rilevato
- 2001 5.276.000 (3)
- 2002 5.203.000 (3)
- 2003 4.796.000 (3)
- 2004 4.502.000 (3)
- 2005 4.213.000 (4)
- 2006 5.486.000 (3)
- 2007 4.988.000 (5)
- 2008 4.918.000 (5)
- 2009 3.781.000 (6)
- 2010 non rilevato
- 2011 non rilevato
- 2012 3.076.000 (7)
- 2013 2.948.000 (7)
- 2014 2.826.000 (7)
- 2015 3.022.000 (7)
- 2016 2.968.000 (7)
- 2017 2.693.000 (8)
- 2018 2.587.000 (9)
- 2019 2.586.000 (9)
- 2021 2.753.000 (8)
- 2022 2.638.000 (8)

## Direttori (dal 1994)
| Direttore             | Periodo   |
| --------------------- | --------- |
| Aldo Grasso           | 1994-1996 |
| Stefano Gigotti       | 1996-1997 |
| Giancarlo Santalmassi | 1997-1999 |
| Sergio Valzania       | 1999-2009 |
| Flavio Mucciante      | 2009-2014 |
| Nicola Sinisi         | 2014      |
| Paola Marchesini      | 2014-2023 |
| Simona Sala           | 2023-2025 |
| Giovanni Alibrandi    | dal 2025  |

## Loghi

1991-1994
1994-1997
1997-2000
2000-2003
2000 - 18 maggio 2010
18 maggio 2010 - 2014
2014 - 18 settembre 2017
In uso dal 18 settembre 2017